# 스페셜포스: 특수부대 전랑
《스페셜포스: 특수부대 전랑》(중국어: 战狼)은 중국에서 제작된 우징 감독의 2015년 액션, 전쟁 영화이다. 오경 등이 주연으로 출연하였다.

## 출연

### 주연
- 우징 - 렁펑 역
- 위 난
- 조문탁
- 등자의
- 스콧 앳킨스

### 조연
- 예대홍